# 竹天花板
竹天花板（英語：Bamboo ceiling）這一概念是由简·玄（Jane Hyun）于2005年在《打破竹子天花板: 亚洲人的职业策略》(Breaking The Bamboo Ceiling: Career Strategies for Asians)一书中提出，她在书中谈到了许多亞裔美國人在职业领域面临的障碍，如陈规定型观念和种族主义。简 · 玄所定义的竹子天花板是个人、文化和组织因素的综合，这些因素阻碍了亚裔美国人在组织内部的职业发展。竹天花板這個概念其實是由玻璃天花板衍生而來，
自从简·玄的书出版以来，各个部门包括非营利组织、大学和美國政府機構都在讨论竹天花板对亚裔人群的影响，以及他们所面临的挑战。正如财富杂志一位资深作家所描述的那样，竹天花板其實是由於亞裔美國人存在的諸如“缺乏领导潜力”和“缺乏沟通技巧”等主观因素所造成，這些因素使得極少有亚裔和亚裔美国人能當上企業高管，竹天花板反倒是與亞裔的工作表现沒太大關係。
根据公开的政府统计数据，与非裔美国人、西班牙裔美国人和其他妇女相比，尽管亚裔美国人的教育程度比上述人群要高，但他們進入管理层的机会却最低 。

## 亞裔美國人代表性不足
《1964年民權法案》明文禁止種族歧視。然而，隱藏形式的種族主義在工作場所中依然存在。人口普查局報告稱，亞裔美國人的教育程度是美國所有種族類別中最高的。在亞裔美國人中，52.4%是大學畢業生，而全國平均為 29.9%。以下是一些真實的例子：
- 根據美國人口普查局統計，2010年亞裔美國人約占美國總人口的5.6%，但僅佔企業辦公室人口的0.3%[13][14]。
- 在紐約市，紐約頂尖律師事務所有很多亞裔美國人律師，但亞裔美國人晉升成合夥人的概率卻最低[15]。
- 即使在亞裔美國人比例極高的領域，例如矽谷的軟體產業，他們在高階主管和董事會職位中所佔的比例也極小[5]。
- 在美國國家衛生院，雖然21.5%的科學家是亞洲人，但他們只佔實驗室和分院主任的4.7%[16]。
- 根據灣區25家最大公司的研究，其中12家公司的董事會成員中沒有亞裔，5家公司的高階主管沒有亞裔[17]。
- 根據2010年美國人口普查，亞裔美國人占美國人口的5.6%[14]，截至2014年，地區法院法官中有3%是亞裔美國人[18]。2009年至2010年期間，歐巴馬總統提名了八名亞裔美國人擔任美國地方法院法官，其中四名女性和四名男性[19][20][21][22]。
- 2015年，來自紐約的亞裔專業組織Ascend對矽谷多家科技公司的亞裔員工進行了一項研究。他們發現，雖然較低階的職位有代表性，其中27%的專業人士是亞裔美國人，但許多高階主管職位的代表性不足：不到19%的經理和不到14%的高階主管是亞裔美國人[23]。
- 亞裔美國女性和非男性的比例尤其不足。在所有從事科技工作的亞裔美國女性中，只有二分之一的人是高階主管[24]。
- 在2005-2006年一項對亞裔美國人和太平洋島民在電視上的表現進行分析的研究中，多所大學的研究人員發現，1.8%的廣播劇常客是亞裔美國人，而且電視上沒有太平洋島民系列劇的常客。在同一研究人員進行的10年追蹤研究中，他們發現亞裔美國人出現在所有串流平台上的節目中僅佔 36%。相比之下，2015年至2016年期間播出的96%的節目都至少有一位白色系列的常客[25] 。

在美國，竹製天花板是一種微妙而複雜的歧視形式，「亞裔美國人」這個總稱延伸到包括許多不同的群體，包括南亞人、東亞人和東南亞人。這些群體常受到「模範少數族裔」的刻板印象，被視為安靜、勤奮、注重家庭、數學和科學成績優異、消極、非對抗性、順從和反社會。總的來說，其中一些看法在短期內可能看起來是正面的，但從長遠來看，它們會阻礙在企業和學術階梯上的進步。
雖然亞裔美國人經常被視為“模範少數族裔”種族，但許多人認為他們是一個看不見的或“被遺忘的少數族裔”，儘管他們是美國增長最快的群體之一。因為他們通常是亞裔美國人被認為沒有資格享有代表性不足的種族的許多少數群體權利，而且亞裔美國人也被證明不太可能報告工作場所的種族歧視事件，因此他們對抗這些標籤和看法的製度途徑和計劃要少得多。